# 蜂須賀喜憲
蜂須賀 喜憲（はちすか よしのり、1760年（宝暦10年） - 1774年9月9日（安永3年8月4日））は、徳島藩の藩主一門。藩主一門蜂須賀重隆の嫡男。母は早川儀左衛門包由の娘。姉に（花山院愛徳室）八重。弟に蜂須賀隆穀。幼名は賢蔵。のちに藩主の蜂須賀重喜より偏諱を受け喜憲と名乗る。通称は伊豆。
明和3年（1766年）、藩主・重喜の命で臣籍に下り中老1500石となる（後に藩主一門に復帰）。これは藩祖の男系子孫である喜憲から藩主相続権を奪う狙いがあり（父の重隆も8代藩主宗鎮の養嗣子となった後に廃嫡された経緯がある）、蜂須賀家の血統に無縁の養子藩主の重喜による家督の横領とみなされ、家中の反発を招いたことが後の重喜隠居処分につながる一因となる。明和6年（1769年）、幕命で重喜が隠居謹慎処分になった際には、重喜の希望通り重喜の実子で嫡男としていた千松丸（治昭）が藩主を相続することとなり、喜憲が藩主家を相続することは叶わなかった。
安永3年8月4日没。享年15。父重隆に先立って没したため、家督は弟の隆穀が継いだ。